# Rissoa violacea
Rissoa violacea, tên tiếng Anh: violet risso, là một loài ốc biển nhỏ, là động vật thân mềm chân bụng sống ở biển trong họ Rissoidae.